# 15. Flak-Division
A 15. Flak-Division (em português: Décima-quinta Divisão Antiaérea) foi uma divisão de defesa antiaérea da Luftwaffe durante a Alemanha Nazi, que prestou serviço na Segunda Guerra Mundial. Foi formada a partir da Flak-Brigade III.

## Comandantes
- Gerhard Hoffmann, (1 de março de 1942 - 9 de novembro de 1942)[2]
- Eduard Muhr, (10 de novembro de 1942 - 15 de abril de 1944)[2]
- Hans Simon, (15 de abril de 1944 - 29 de agosto de 1944)[2]
- Ernst Jansa, (29 de agosto de 1944 - 9 de setembro de 1944)[2]
- Theodor Herbert, (9 de setembro de 1944 - 15 de janeiro de 1945)[2]
- T. Peters, (15 de janeiro de 1945 - 19 de janeiro de 1945)[2]
- Hans-Wilhelm Doering-Manteuffel, (20 de janeiro de 1945 - 8 de maio de 1945)[2]